# 北九州市立大学国際環境工学部・大学院国際環境工学研究科
北九州市立大学国際環境工学部（きたきゅうしゅうしりつだいがくこくさいかんきょうこうがくぶ、Faculty of Environmental Engineering）は、公立大学法人北九州市立大学に設置されている工学部。北九州市立大学大学院国際環境工学研究科（きたきゅうしゅうしりつだいがくだいがくいんこくさいかんきょうこうがくけんきゅうか）は、北九州市立大学大学院に設置されている工学研究科。

## 沿革
- 1950年 1946年開校の小倉外事専門学校を母体に、北九州外国語大学開学
- 1953年 北九州外国語大学を北九州大学に改称
- 1999年 工学部の設置準備室設置。校舎着工
- 2000年 開設準備室設置、設置認可申請提出。校舎竣工。学部設置正式認可
- 2001年 大学名を「北九州市立大学」に改称。ひびきのキャンパスが開設され、国際環境工学部を創設し第1期生受入れ。環境化学プロセス工学科・環境機械システム工学科・情報メディア工学科・環境空間デザイン学科開設
- 2003年 大学院国際環境工学研究科開設。環境工学専攻・情報工学専攻設置
- 2008年 環境化学プロセス工学科を母体に、エネルギー循環化学科、環境生命工学科開設。環境機械システム工学科を機械システム工学科に名称変更。環境空間デザイン学科を建築デザイン学科に名称変更。大学院国際環境工学研究科に環境システム専攻を開設。基盤教育センターにひびきの分室を開設
- 2009年 九州工業大学、早稲田大学と北九州学術研究都市連携大学院カーエレクトロニクスコース開設
- 2012年 環境技術研究所開設
- 2017年 環境技術研究所新施設IEST Lab.（イーストラボ）開館
- 2019年 「enPiT-everi（エンピット・エブリ）社会人リカレント教育プログラム」開設。国際環境工学部情報メディア工学科を情報システム工学科に名称変更

## 学部組織
国際環境工学部
- エネルギー循環化学科
  - 化学プロセス分野
  - 先進マテリアル分野
  - 環境プロセス分野
- 環境生命工学科
  - 生命材料工学分野
  - 生物生態工学分野
  - 環境マネジメント分野
- 情報システム工学科
- 建築デザイン学科
- 機械システム工学科

## 大学院
国際環境工学研究科
- 環境システム専攻
  - 資源化学システムコース
  - バイオシステムコース
  - 環境生態システムコース
- 環境工学専攻
  - 機械システムコース
  - 建築デザインコース
- 情報工学専攻
  - 計算機科学コース
  - 融合システムコース